# Caryophyllia berteriana
Caryophyllia berteriana är en korallart som beskrevs av Duchassaing 1850. Caryophyllia berteriana ingår i släktet Caryophyllia och familjen Caryophylliidae. Inga underarter finns listade i Catalogue of Life.